# Francesco Yates
Francesco David Yates (Toronto, 11 settembre 1995) è un cantante canadese.
Ha iniziato a scrivere musica all'età di 11 anni e già a 16 anni ha firmato una collaborazione con l'etichetta discografica Atlantic Records.
Nel 2014 ha fatto uscire il suo primo EP. Il 17 luglio 2015 è uscito il singolo Sugar, con Robin Schulz, in cui Yates partecipa alla parte vocale del brano.
L'11 settembre 2015 è uscito l'omonimo album prodotto da Robin Hannibal e Pharrell.

## Discografia

### EP
- 2015 – Francesco Yates
- 2020 – Superbad

### Singoli
- 2014 – When I Found You
- 2015 – Better to Be Loved
- 2015 – Nobody Like You
- 2015 – Call
- 2018 – Come Over
- 2018 – Do You Think About Me
- 2018 – Somebody Like You
- 2019 – I Got You
- 2020 – Superbad
- 2020 – Bad Decisions
- 2020 – Late Night Love
- 2021 – Dive

### Collaborazioni
- 2015 – Sugar (Robin Schulz feat. Francesco Yates)